# Lover (Live from Paris)
Lover (Live from Paris) è il terzo album dal vivo della cantante statunitense Taylor Swift, pubblicato il 13 febbraio 2023 dalla Republic.

## Descrizione
Si tratta di un doppio vinile stampato a forma di cuore e distribuito in edizione limitata esclusivamente attraverso il sito dell'artista e contiene otto brani originariamente distribuiti digitalmente a sorpresa tra febbraio e marzo 2020. L'album è stato ristampato il 7 gennaio 2025 e pubblicato sul sito ufficiale della Swift come edizione limitata per le successive 72 ore: la ristampa è andata esaurita in poche ore.
Il 16 gennaio 2025 sono state pubblicate tre versioni esclusive digitali dell'album. Ognuna contiene una traccia bonus dal vivo eseguita durante il The Eras Tour: False God, I Think He Knows o Paper Rings.

## Tracce
Testi e musiche di Taylor Swift eccetto dove indicato.
Lato A
1. Me! – 3:33 (Taylor Swift, Joel Little, Brendon Urie)
2. The Archer – 3:30 (Taylor Swift, Jack Antonoff)

Lato B
1. Death by a Thousand Cuts – 3:19 (Taylor Swift, Jack Antonoff)
2. Cornelia Street – 4:56

Lato C
1. The Man – 3:39 (Taylor Swift, Joel Little)
2. Daylight – 4:22

Lato D
1. You Need to Calm Down – 3:23 (Taylor Swift, Joel Little)
2. Lover – 3:49

## Successo commerciale
Lover (Live from Paris) ha esordito direttamente in vetta alla Official Albums Chart nel febbraio 2025 con 46 812 vinili venduti e diventando il tredicesimo disco numero uno dell'artista; ha dunque contribuito a estendere il primato di Taylor Swift per il maggior numero di titoli al numero uno nella classifica britannica per una donna.

## Classifiche
| Classifica (2025) | Posizione massima |
| ----------------- | ----------------- |
| Australia         | 14                |
| Canada            | 39                |
| Irlanda           | 2                 |
| Regno Unito       | 1                 |
| Stati Uniti       | 2                 |